# Маркович, Марьян
Ма́рьян Ма́ркович (серб. Марјан Марковић / Marjan Marković; род. 28 сентября 1981, Пожаревац, Подунавское МРС) — сербский футболист, защитник.

## Биография
Воспитанник клуба «Млади Радник». Затем выступал за известный сербский клуб «Црвена Звезда», где стал основным правым защитником. За белградскую команду Марьян провёл 126 игр, забил 12 мячей. В июле 2004 года был продан в итальянский клуб «Дженоа» за 178 тысяч фунтов стерлингов. Но не провёл ни одного матча за клуб и в январе вернулся в Белград.
В июле 2005 года перешёл в «Динамо» (Киев), попал на заметку руководства киевского клуба, когда в составе национальной сборной Сербии и Черногории участвовал в турнире памяти Лобановского в Киеве. На этом турнире футболист отыграл 70 минут в полуфинальном матче против сборной Польши, после чего был заменён на Огнена Коромана.
За три сезона Марьян провёл 37 матчей чемпионата Украины, в которых забил 2 мяча. На счету футболиста 11 игр в еврокубках, 9 в Кубке Украины и 2 (1 гол) в Суперкубке Украины. Также провёл 6 матчей за «Динамо-2» в Первой лиге и 16 игр (1 гол) за дубль в турнире дублёров.
После окончания сезона 2008 года Марьян обратился к руководству клуба с просьбой о досрочном расторжении своего контракта. ФК «Динамо» пошёл навстречу Марьяну, предоставив ему статус свободного агента. Летом 2008 года продолжил карьеру в «Црвене Звезде».
После «Црвены Звезды» также без успешно отыграл сезон за хорватскую «Истру». В апреле 2009 года был на просмотре в «Лехе». Затем полтора года выступал в перволиговом клубе Австрии «Ферст Виенна». В 2012 году подписал контракт с казахским «Кайсаром». В дебютном матче за «Кайсар» забил гол.
В национальной сборной провёл 16 матчей. Дебютировал в сборной Сербии и Черногории 17 апреля 2002 года в поединке против сборной Украины. Выступал за различные молодёжные команды, за сборную до 21 года 15 игр и 3 гола. В матче сборных до 21 года забил мяч в ворота молодёжной сборной России в отборочном матче чемпионата Европы.

## Достижения
- Чемпион Украины: 2006/07
- Серебряный призёр чемпионата Украины: 2005/06
- Обладатель Кубка Украины (2): 2005/06, 2006/07
- Обладатель Суперкубка Украины (2): 2006, 2007
- Чемпион Югославии (2): 2000, 2001
- Обладатель Кубка Югославии (2): 2000, 2002
- Чемпион Сербии и Черногории: 2004
- Обладатель Кубка Сербии и Черногории: 2004